# Église Saint-Pierre du Mont-Saint-Michel
L'église Saint-Pierre est un édifice catholique qui se dresse sur la commune française du Mont-Saint-Michel dans le département de la Manche en région Normandie.
Son état actuel date des XIVe, XVe et XVIIe siècles. Depuis la fin du XIXe siècle, l'édifice a le double statut d'église paroissiale et de sanctuaire de pèlerinage pour le culte de saint Michel.
L'église relève du diocèse de Coutances et Avranches et, depuis la réorganisation territoriale du 1er septembre 2009, du doyenné de l'Avranchin et de la paroisse Notre-Dame-de-la-Paix de Pontorson.

## Localisation
L'église se trouve enserrée au sein du village du Mont-Saint-Michel, sur le flanc est du rocher. Elle se situe à mi-chemin de la Grand'rue et s'appuie à l'ouest contre le rocher. Le cimetière de la commune la borde au sud et l'église communique à l'est avec la Grand'rue par son abside principale en encorbellement qui assure le passage voûté d'une venelle.

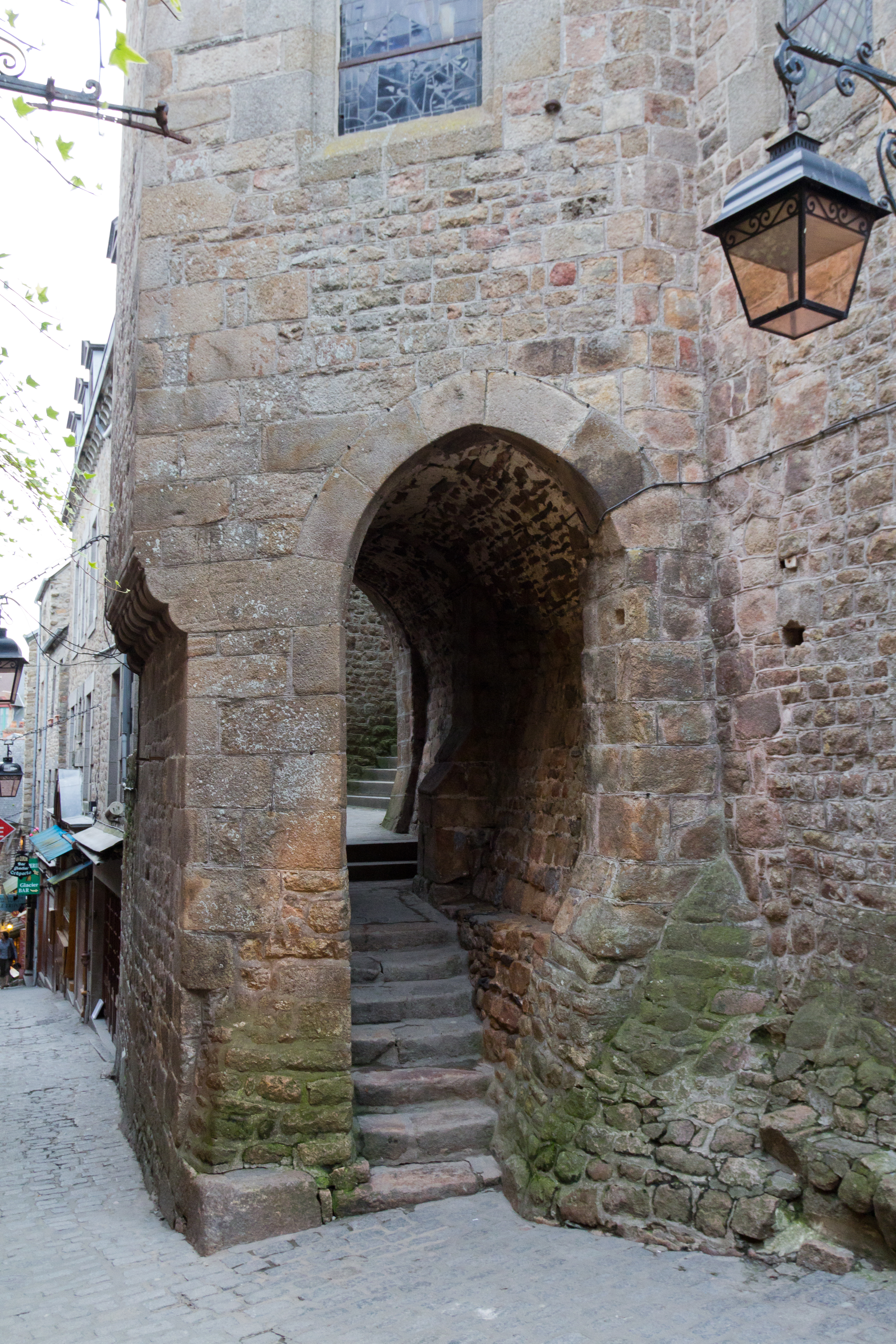
Abside en encorbellement.

## Historique
Selon la tradition, l'église aurait été fondée au VIIIe siècle par saint Aubert, évêque d'Avranches, pour lui servir de lieu de sépulture. Elle est dédiée à saint Pierre, « prince des apôtres » ainsi que le mentionne une charte de 1022. De la période romane, l'église conserve notamment les piliers à impostes de l'entrée du chœur.
Avant la fin du XIVe siècle, le vaisseau central de l'édifice est doublé par le sud d'un vaisseau latéral ainsi qu'il apparaît sur une enluminure des Très Riches Heures du duc de Berry (1390). Si l'on en croit cette représentation, l'église possède alors un clocher peigne au-dessus du pignon oriental du vaisseau principal de la nef.
Dans la seconde moitié du XVe siècle, l'église est profondément remaniée : les absidioles du transept sont remplacées par des chapelles plus profondes à chevet plat et une tour de clocher est édifiée au sud de l'édifice.
À la fin du XVIe ou au début du XVIIe siècle, le chœur est agrandi par la construction d'une abside à pans coupés.
L'église paroissiale devient sanctuaire de pèlerinage le 4 novembre 1886, date à laquelle le culte de saint Michel y est transféré de l'abbatiale par décision de l'évêque de Coutances, à l'expiration du bail non renouvelé de l'abbaye à la congrégation de missionnaires diocésains qui l'occupait depuis 1874.

## Description
L'église, en partie romane, fut agrandie au XVIe siècle, créant un passage voûtée au-dessus d'une ruelle. Elle est construite en granite[réf. nécessaire].
La nef comporte un vaisseau central, doublé d'un vaisseau latéral par le sud, et ouvre sur un chœur à travée unique et droite qui se termine par une abside à pans coupés. L'entrée principale se fait par le bras de transept côté nord de la nef. Ce croisillon donne vers l'est sur une chapelle dédiée à saint Jean. Le vaisseau latéral de la nef se termine quant à lui sur une chapelle à chevet plat dédiée à la Vierge Marie.
Contre le mur sud du vaisseau latéral se dresse une tour de clocher, hors d'œuvre, coiffée d'une toiture en bâtière. À l'origine, le rez-de-chaussée de cette tour ouvrait sur l'extérieur pour permettre le passage entre l'église et le cimetière. À la fin du XIXe siècle, sans doute à l'initiative des Pères de Saint-Edme de Pontigny qui assuraient la présence religieuse au Mont depuis la fermeture de la prison d'État, ce rez-de-chaussée fut condamné et transformé en chapelle dédiée à saint Michel. Cette chapelle est la seule à être voutée de pierre.
Les différentes parties de l'édifice sont couvertes de charpentes lambrissées qui ont été refaites au début du XXe siècle par trois architectes des monuments historiques : en 1928-1929 pour la nef, en 1931 pour la tour de clocher et en 1936-1937 pour le chœur et la chapelle sud. Les couvertures ont été restaurées à la même époque en ardoises d'Angers posées au clou de cuivre. Malgré des révisions ponctuelles, ces couvertures se sont altérées dans le temps et une nouvelle campagne de restauration a été lancée en 2003.

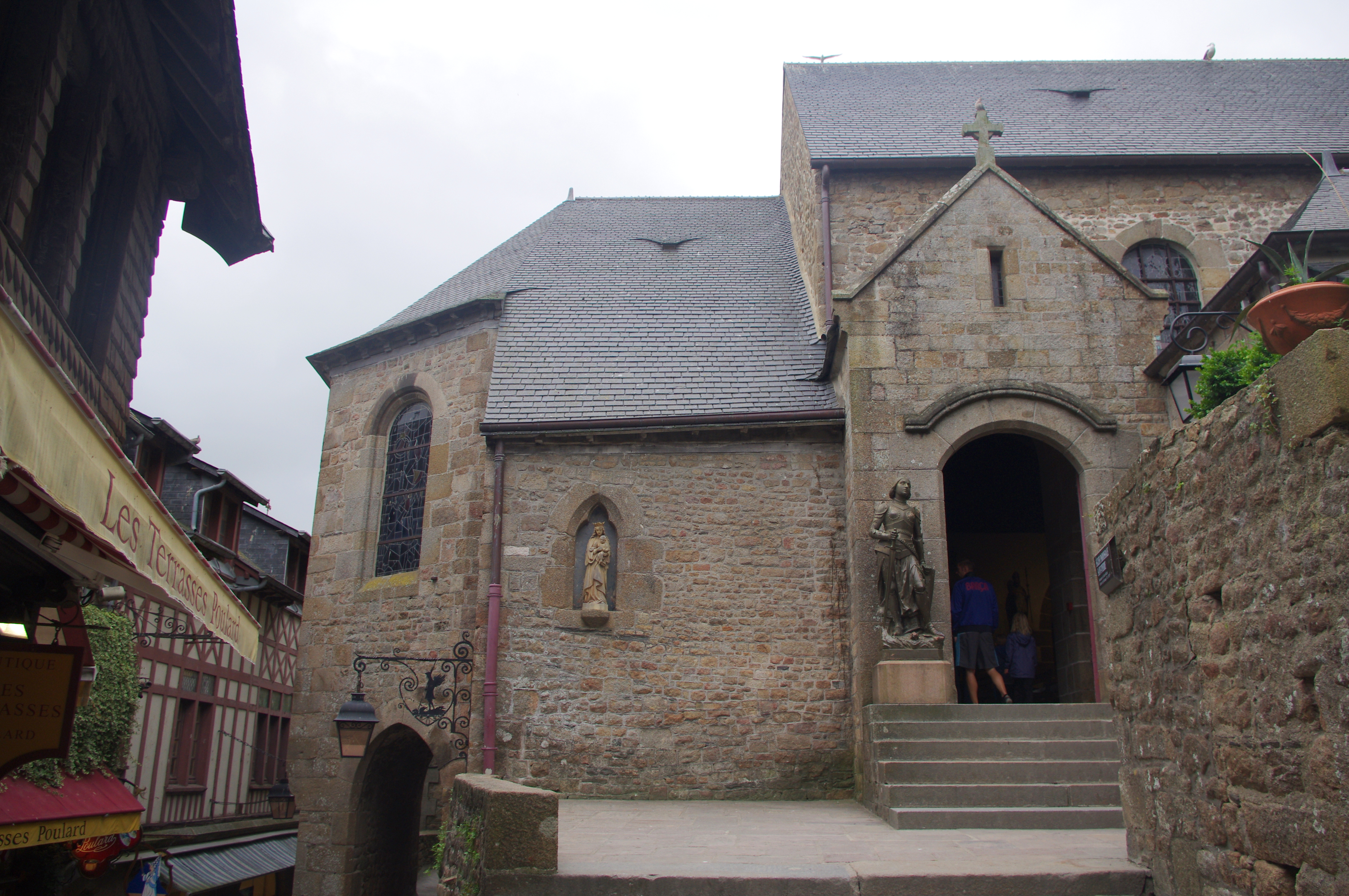
Entrée par le transept côté nord (avec statue de Jeanne d'Arc).
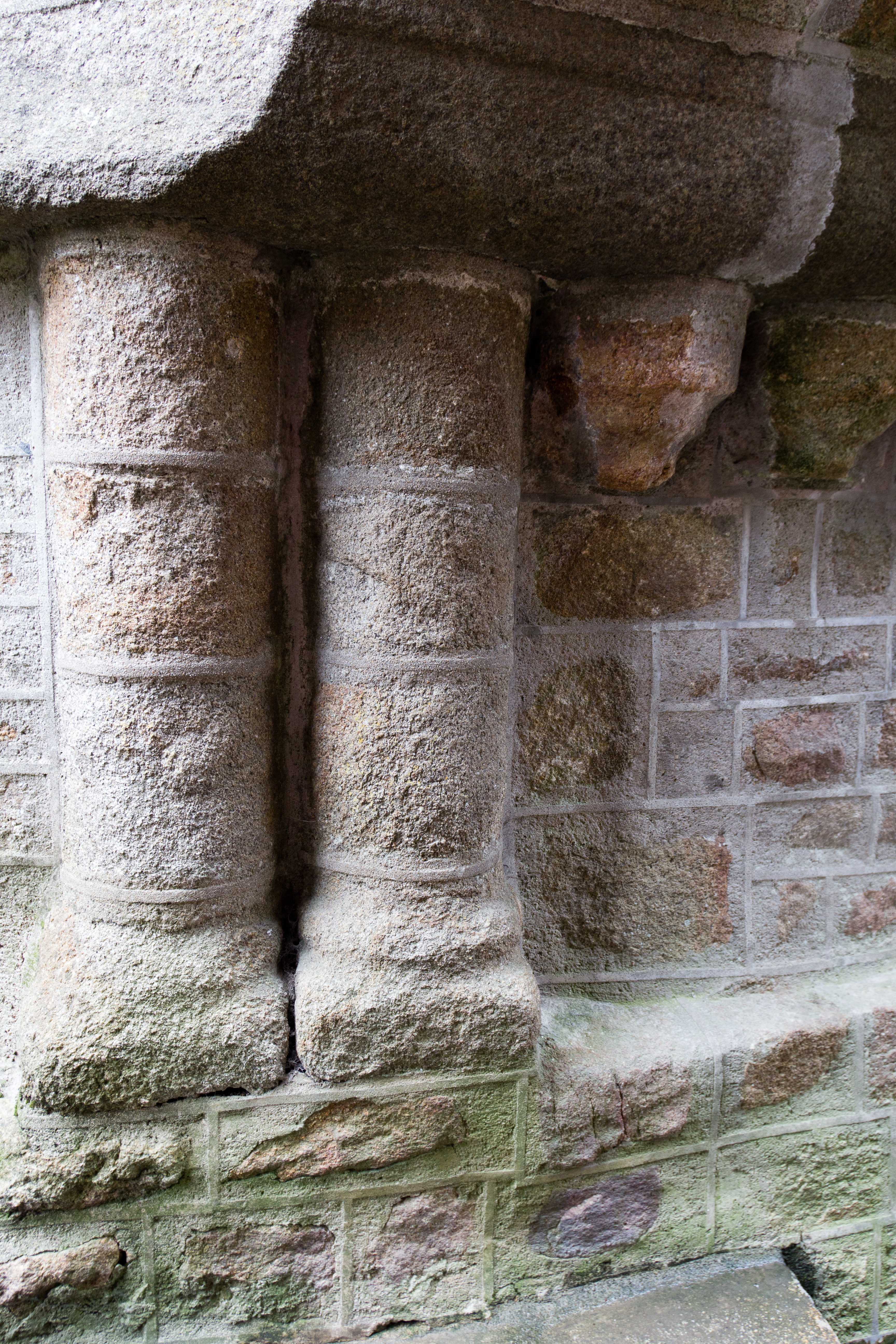
Piliers sur le mur sud.
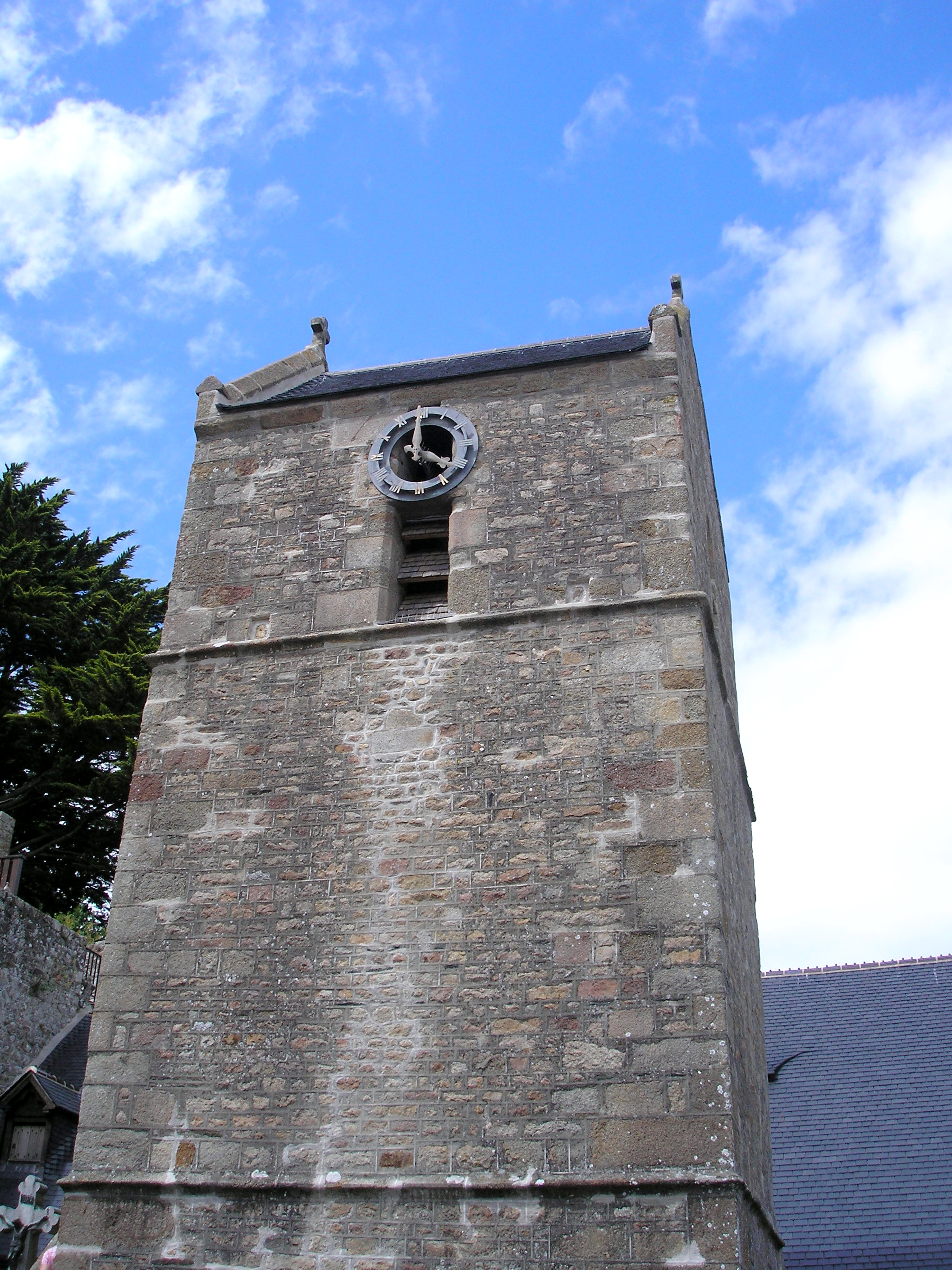
Le clocher.
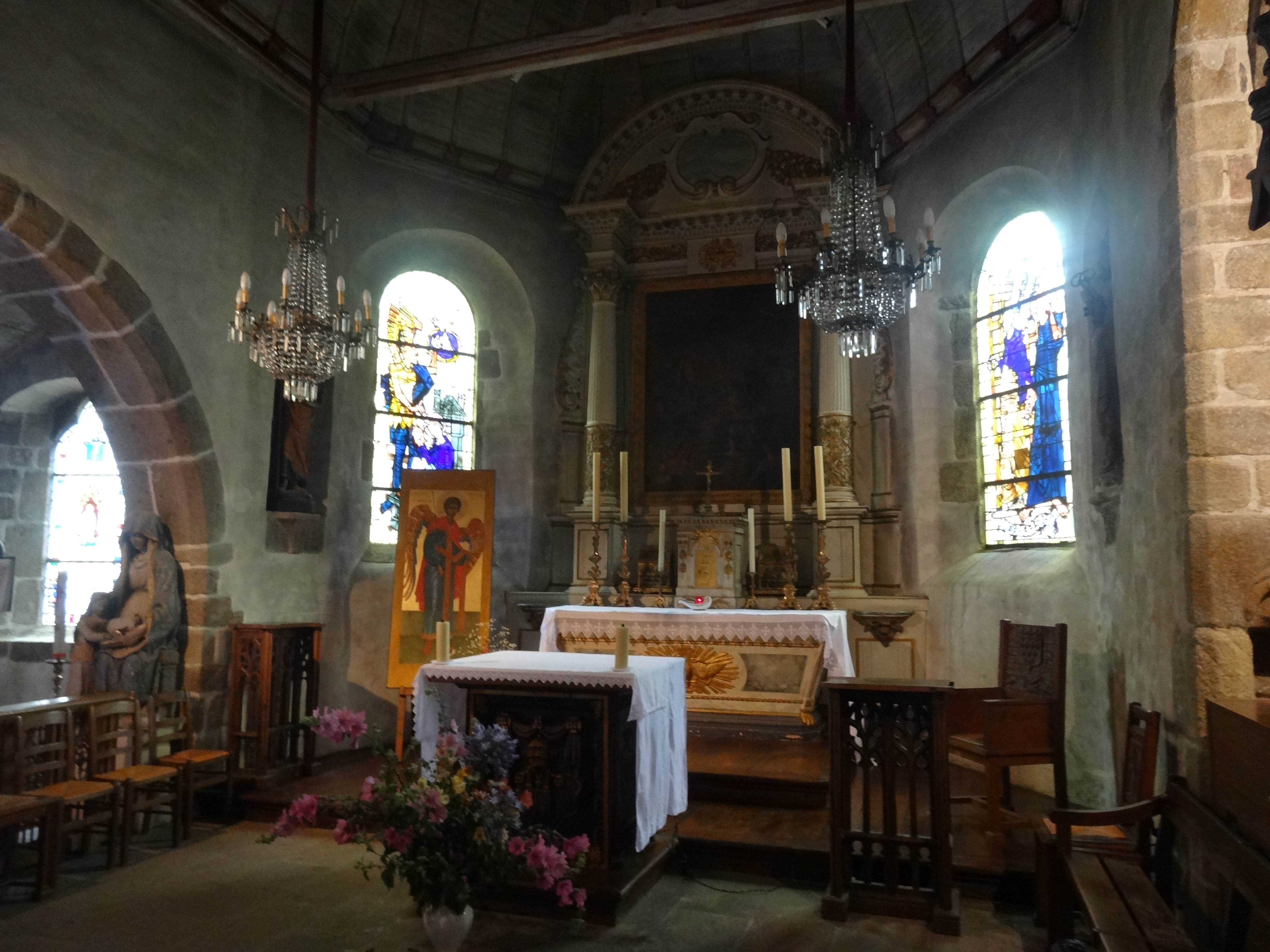
Vue intérieure.

## Protection aux monuments historiques
L'église est classée dans son intégralité au titre des monuments historiques par arrêté du 15 mars 1909. Une première proposition de classement avait été faite en 1903, qui s'était heurtée à l'avis défavorable de la commune, du conseil de fabrique et de l'archiconfrérie universelle de saint Michel qui assimilait la protection à une « mise sous curatelle ». L'importance et l'urgence des travaux de réfection de l'édifice à mettre en œuvre constatées en 1908 expliquent en grande partie l'évolution des positions sur la proposition de classement prise à l'initiative de Paul Gout, alors architecte des monuments historiques pour le Mont-Saint-Michel.
Le classement a été motivé par l'intérêt historique de l'édifice religieux et le souci de préserver son intégrité extérieure qui participe de l'image du village.

## Mobilier
L'ensemble du mobilier du sanctuaire a été répertorié et photographié par la Conservation des antiquités et objets d'art de la Manche dont la base de données est consultable sur le site du Conseil départemental de la Manche.

### Mobilier liturgique
L'église a gardé ses fonts baptismaux du XIVe siècle qui ont été classés au titre des monuments historiques le 16 décembre 1907. La cuve de granit, monolithe, de forme polygonale, présente un décor sobre d'arcatures trilobées.
Le maître-autel, daté du XVIIe siècle, présente un retable flanqué de colonnes corinthiennes et surmonté d'un fronton semi-circulaire. En bois peint, faux marbre et or, de facture assez lourde, il a été inscrit au titre objet aux monuments historiques le 24 août 1990.
Dans la chapelle Saint-Michel se trouve l'autel à feuilles d'argent repoussé sur âme de bois, dû à l'orfèvre parisien Jean-Alexandre Chertier, que les pères de Saint-Edme avaient commandé pour l'église abbatiale dont ils avaient transformé le bras nord du transept en chapelle de pèlerinage. Cette œuvre de 1873 fut transférée en 1895 à l'église paroissiale devenue sanctuaire du pèlerinage à saint Michel. L'autel est inscrit au titre objet depuis le 7 mai 1976.
L'église dispose par ailleurs d'un aigle lutrin en bois de chêne ciré et doré, de deux sièges de célébrants armoriés, situés de part et d'autre de l'entrée du sanctuaire et d'un Prie-Dieu lui aussi armorié, présentant notamment les armoiries de l'abbaye du Mont-Saint-Michel, situé côté nord du chœur. Tous datent du XIXe siècle.

### Statuaire
De part et d'autre de l'entrée de la chapelle saint-Michel, se trouvent saint Aubert et saint Roch, statues en bois du XVIIe siècle, inscrites en tant qu'objets au titre des monuments historiques le 31 janvier 1974.

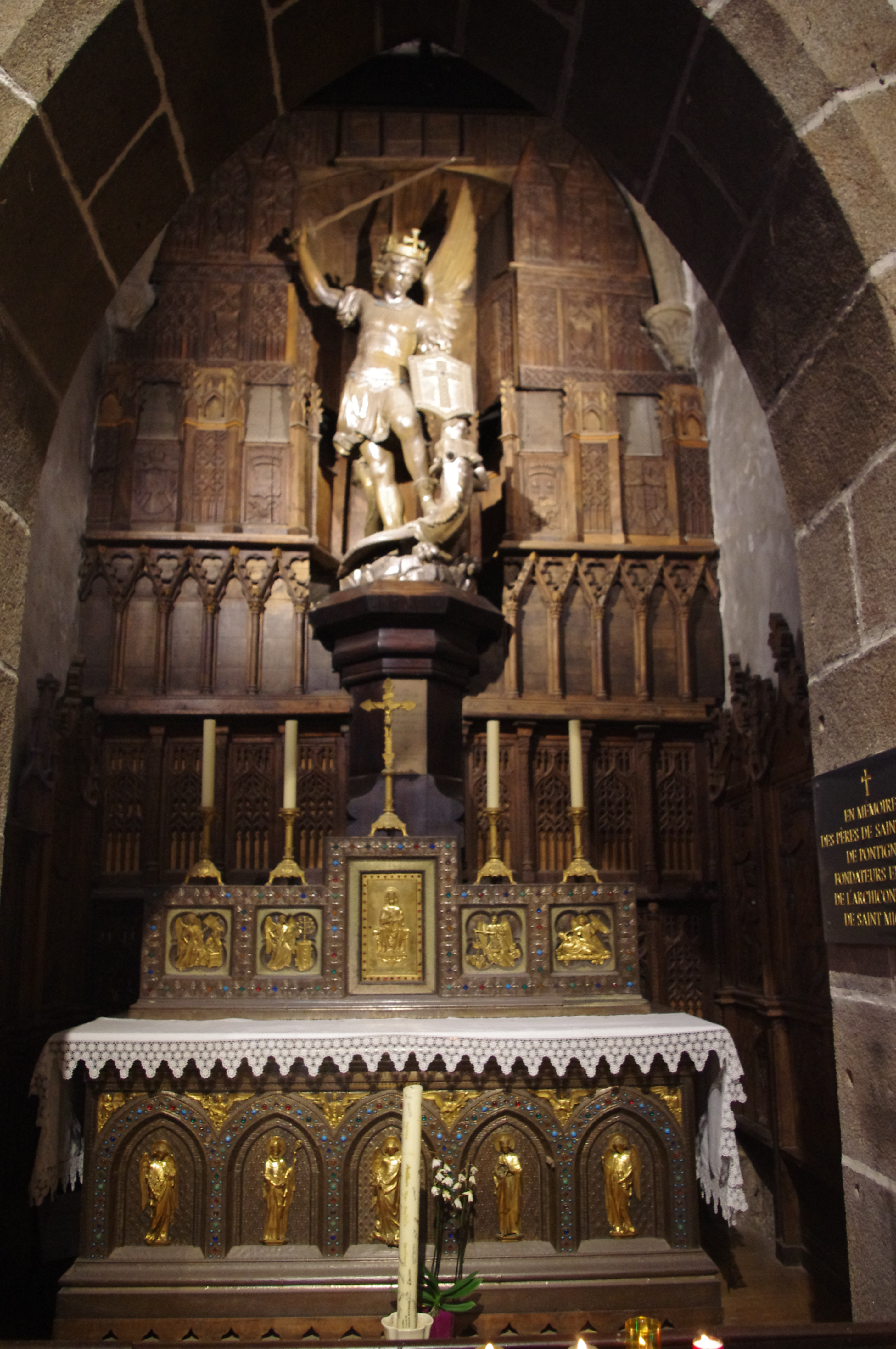
Statue et autel de Saint-Michel en lames d'argent.

L'œuvre majeure du sanctuaire réside en la statue monumentale en lames d'argent sur âme de bois de saint Michel archange, transférée depuis l'abbatiale avec l'autel d'argent en 1895. L'archange est représenté en guerrier romain, terrassant le dragon, brandissant l'épée de la main droite et tenant le bouclier de la main gauche. Due probablement aussi à Jean-Alexandre Chertier, elle fit rapidement l'objet d'un culte important, au point que le pape Pie IX décida en 1875 de lui accorder les honneurs du couronnement. La couronne fut réalisée avec les bijoux offerts par les fidèles et est attribuée à l'orfèvre parisien Mellerio dits Meller. La cérémonie du couronnement qui réunit 25 000 pèlerins le 3 juillet 1877 fut un temps fort du renouveau du pèlerinage à la fin du XIXe siècle. La couronne précieuse fut par la suite volée dans la sacristie du sanctuaire dans la nuit du 16 au 17 août 1906. La couronne actuelle de la statue est ornée de verroterie : elle rappelle la distinction qui lui fut conférée en 1877. L'ensemble est inscrit au titre objet aux monuments historiques depuis le 17 mai 1976.
Dans la nef, côté sud, se dresse une statue de sainte Catherine d'Alexandrie, en albâtre de Nottingham, polychromée, datant du XVe siècle, classée le 20 décembre 1999. À l'entrée du chœur, toujours côté sud, se trouve un groupe sculpté en pierre polychromée, représentant sainte Anne apprenant à lire les Saintes Écritures à Marie. Datant de la fin du XVe ou du tout début du XVIe siècle, il a été inscrit le 16 décembre 1907. Figure par ailleurs une statue de l'apôtre Pierre, de grande qualité plastique, datant du premier tiers du XVIe siècle, inscrite à la même date.
Dans la chapelle sud qui lui est dédiée se dresse une grande Vierge à l'enfant vraisemblablement du même sculpteur, en pierre calcaire polychromée, également inscrite. S'y trouve aussi une statue de saint Étienne du XVe siècle, inscrite au titre objet aux monuments historiques le 31 janvier 1974. La statue de la Vierge est flanquée de deux statuettes luciféraires (primitivement des anges dont les ailes ont été coupées) en bois polychromé et doré, datées du XVIIe siècle, inscrites au titre objet aux monuments historiques le 6 décembre 1996.

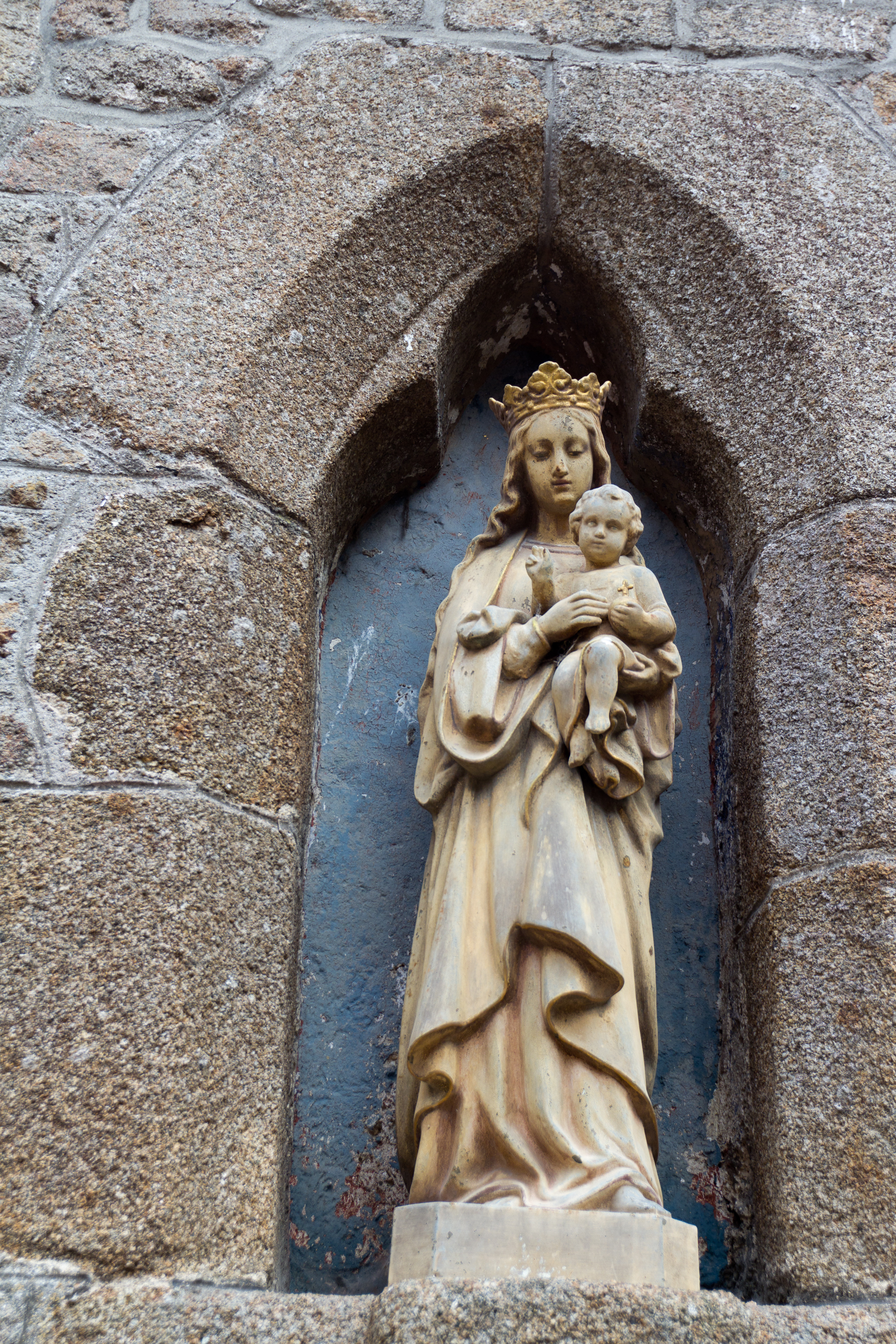
Vierge à l'Enfant dans une niche du mur nord.

Le Christ en croix, en bois sculpté peint, serait l'œuvre du sculpteur Pierre Loudel de Rouen. Il fut commandé en 1645 pour remplacer le christ de la poutre de gloire.
L'église renferme aussi du mobilier funéraire dont, en haut de la nef, côté sud, un gisant sous un enfeu d'une femme identifiée comme étant une certaine dame Jacquet, représentée avec son époux sur un vitrail de la chapelle nord du sanctuaire. Cette statue tombale daterait du XIVe siècle et a fait l'objet d'une inscription à titre objet aux monuments historiques le 16 décembre 1907.

### Tableaux et peintures murales
Au centre du retable du maître-autel figure une peinture à l'huile représentant la Vocation de saint Pierre, patron de l'église. Le tableau n'a pas été créé pour l'autel mais y a été adapté ainsi qu'en témoignent, notamment, ses bords élargis par des bandes de toile pour se conformer à la taille du cadre du retable. La restauration de l'œuvre a permis de déterminer qu'il s'agit d'un modèle gravé à partir d'un original du XVIIIe siècle. La représentation est centrée sur les deux protagonistes que sont le Christ et saint Pierre et se situe sur les bords du lac de Tibériade. Sont évoqués la pêche miraculeuse et Jésus marchant sur les eaux rejoint par Pierre, les deux épisodes traitant de la mise à l'épreuve de la foi. L'œuvre est inscrite en tant qu'objet au titre des monuments historiques depuis le 24 août 1992.
Dans la tribune se trouve une peinture à l'huile de 1650 : Saint Michel terrassant Lucifer, acquise en 1960 par le curé de la paroisse et inscrite au titre objet aux monuments historiques le 31 janvier 1974.
Au bas de la nef, sur le bas-côté sud, se trouve la copie, exécutée entre 1950 et 1960 par Madame Soutumier, du tableau de l'église de Camembert dans l'Orne représentant le Pèlerinage de la Confrérie Saint-Michel de Camembert (1772). Dans la nef, sur le mur occidental, figure une représentation sur toile de saint Michel inspirée de Raphaël et signée d'Émile Guillaudin, peintre du XIXe siècle à Grenoble.
À droite de la chapelle Saint-Michel, à l'extrémité est du mur sud de la nef, se trouve suspendu un tableau de saint Jacques le Majeur en pèlerin, datant du XVIIe siècle, inscrit au titre objet aux monuments historiques depuis le 4 février 1974.
À l'occasion de travaux de restauration menés au début du XXe siècle, ont été repérés des vestiges de peintures murales polychromes du XVe siècle dans la chapelle sud et notamment dans l'ébrasement de la fenêtre axiale sud. Une figure d'évêque qui subsiste et pourrait être la représentation de saint Aubert se trouvait accompagnée de scènes aujourd'hui disparues de la sainte Madeleine du Noli me tangere et du Père éternel.

### Décor et bannières
Le mur ouest de la chapelle saint Michel présente un décor de lambris à armoiries du XIXe siècle, classés le 24 mars 1976.
Le sanctuaire possède une belle collection de bannières offertes par les pèlerins venus au Mont qui datent du troisième quart du XIXe siècle.

### Cloches
Depuis 1964, la chambre des cloches de la tour de clocher est équipée d'un carillon qui joue l'air « Saint-Michel à votre puissance ».

## Cimetière
Le cimetière et son enceinte sont classés au titre des monuments historiques depuis le 25 janvier 1934. Les sépultures se répartissent sur deux terrasses dont l'une, très étroite, n'accueille que cinq tombes. Un jardin du souvenir a été aménagé à l'extrémité sud de la parcelle basse du cimetière.
D'une superficie actuellement assez réduite, le cimetière s'étendait à l'origine sur un rayon de 30 mètres autour de l'église paroissiale ainsi que le révèle la découverte du cimetière médiéval du Mont-Saint-Michel, à l'occasion de travaux de réfection des réseaux menés en 2017 sur la commune. L'étude, en cours, de la trentaine de sépultures sauvegardées devrait apporter un « aperçu de la population du village du Mont-Saint-Michel avant le XIIIe siècle ».
Au sud de l'église se dresse une croix de granite du XVIe siècle qui a été inscrite au titre objet aux monuments historiques le 31 janvier 1974.

Côté nord, près des marches permettant l'accès à la parcelle haute du cimetière, se dresse un monument aux morts de la Première Guerre mondiale avec l'inscription « Aux enfants du Mont-Saint-Michel morts pour la France, qu'ils reposent en paix. ». Y figurent huit noms. Cet obélisque sur socle est orné d'une croix, de palmes croisées et des armoiries de l'abbaye du Mont-Saint-Michel.

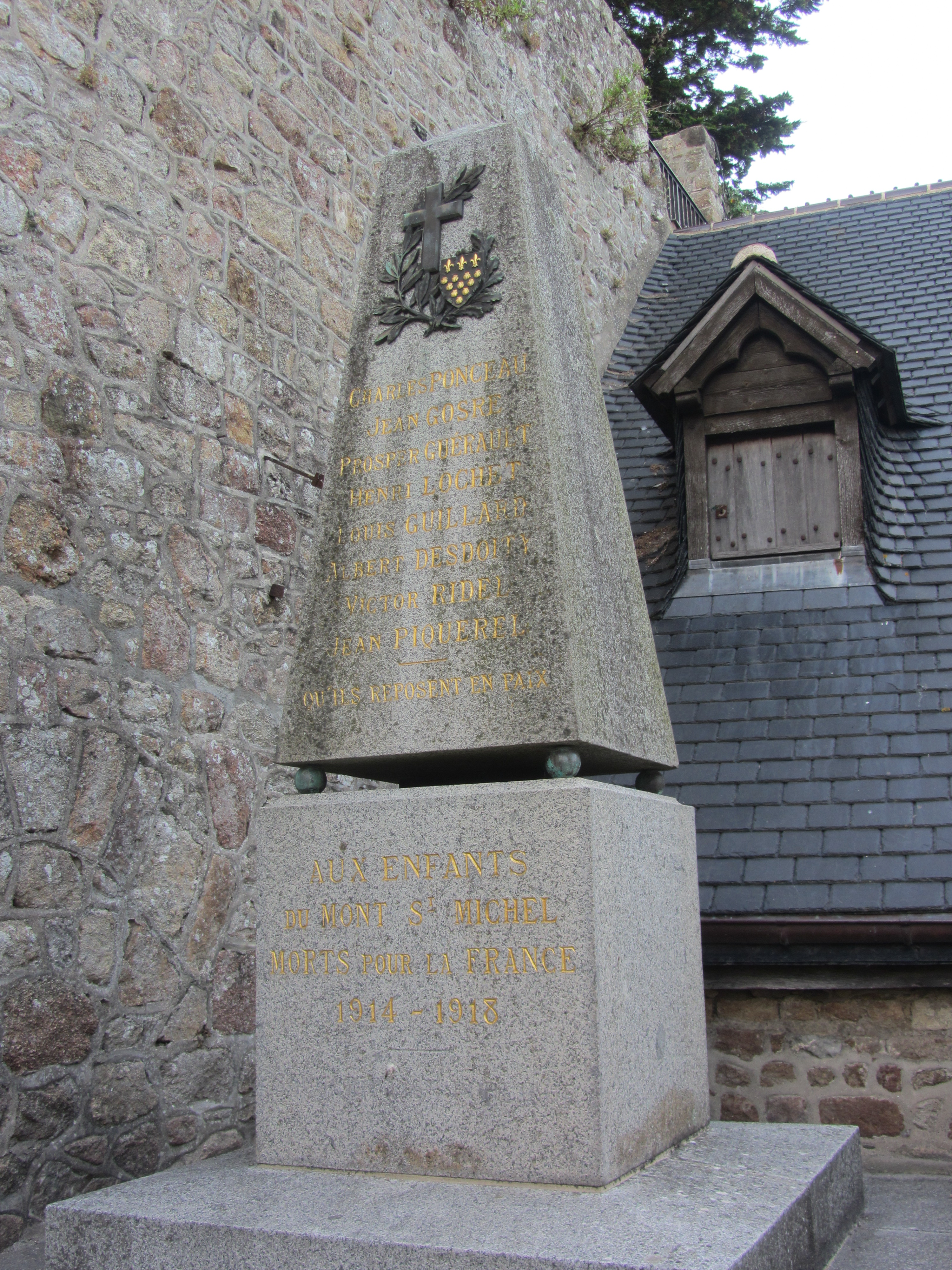
Monument aux morts (1914-1918).

Par ailleurs, cinq dalles funéraires dont deux ont pu être datées du premier quart du XVIIe siècle se trouvent exposées verticalement sur la paroi extérieure du mur d'enceinte du cimetière, côté ouest.

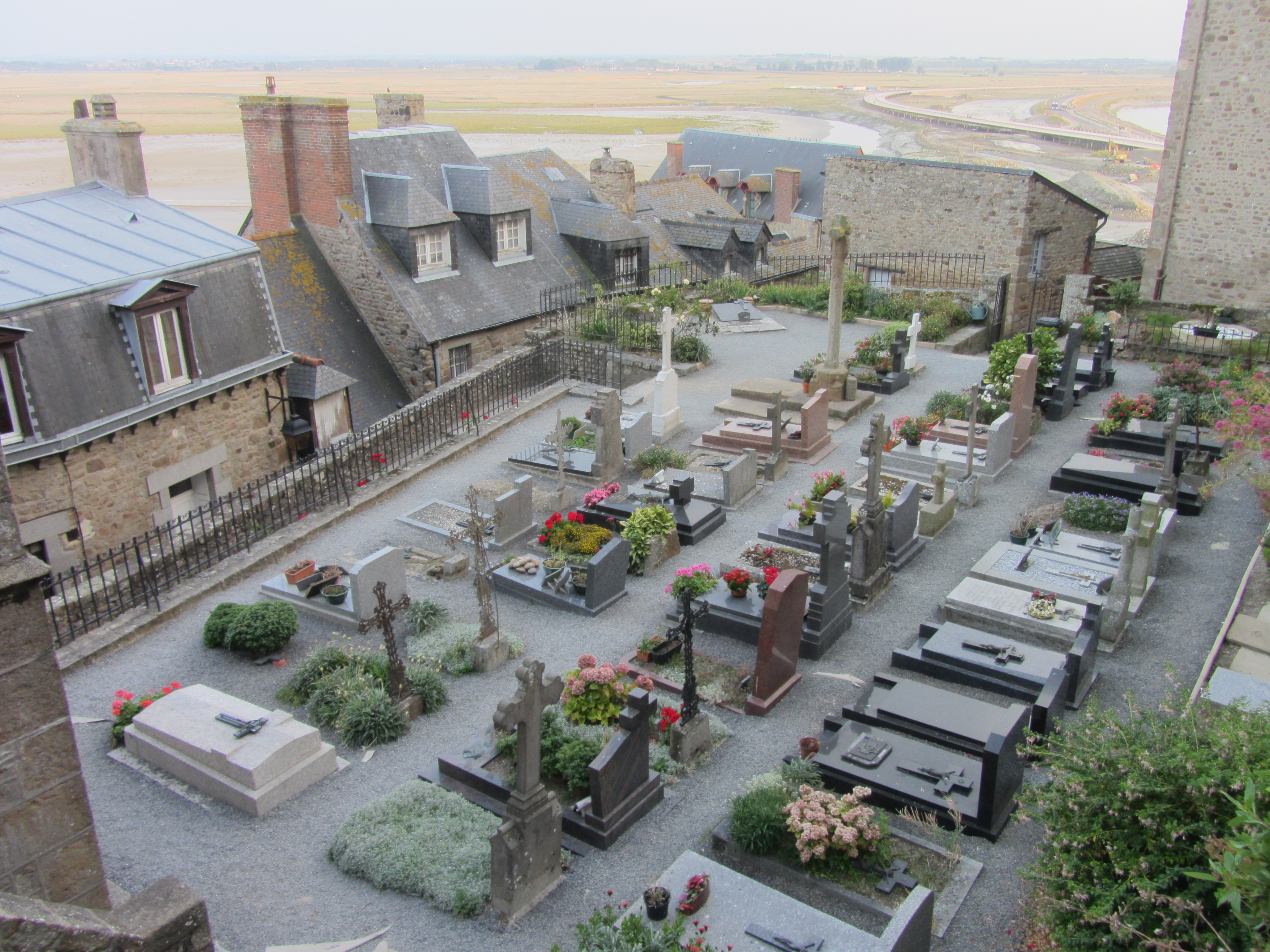
Vue septentrionale.
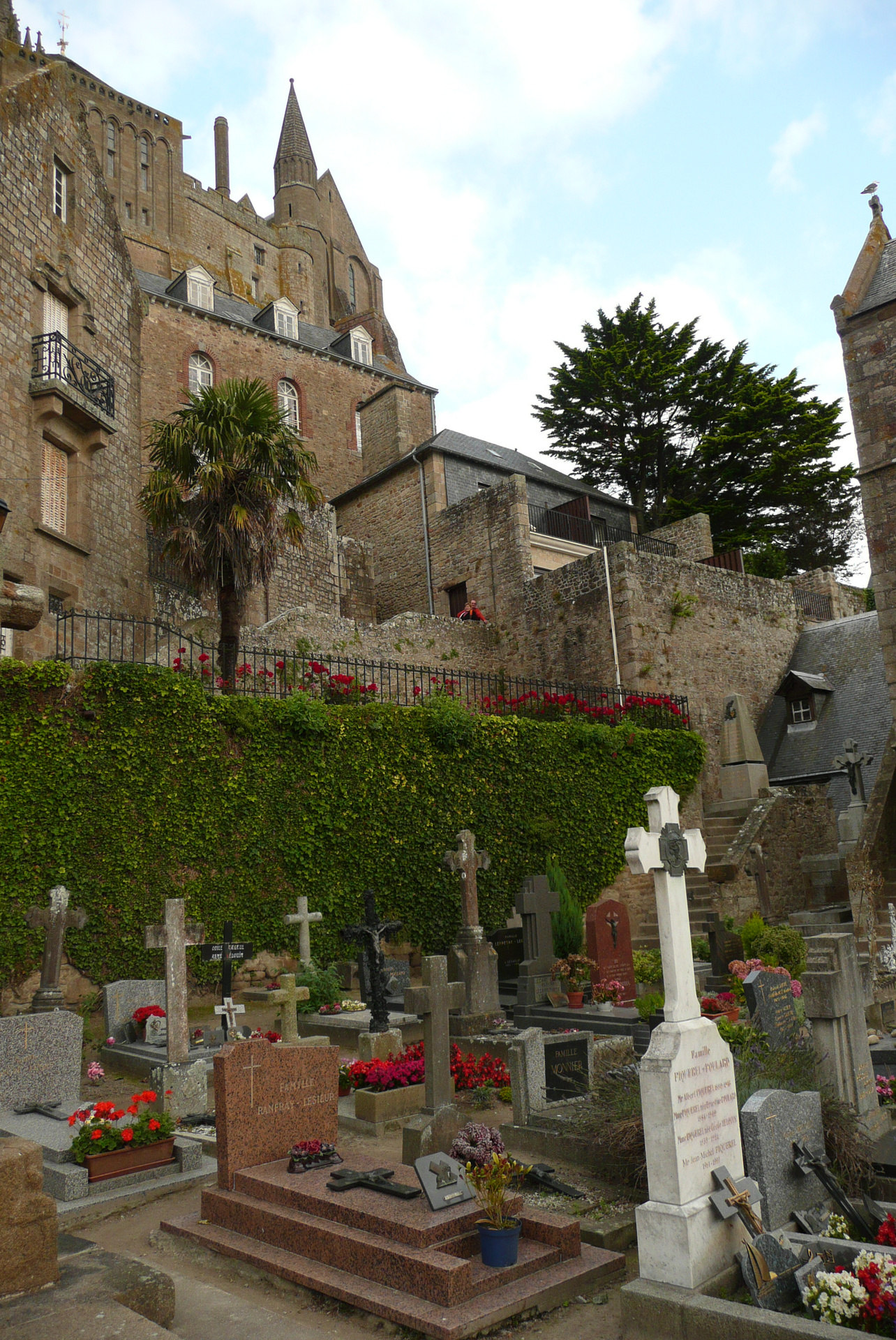
Vue partielle.
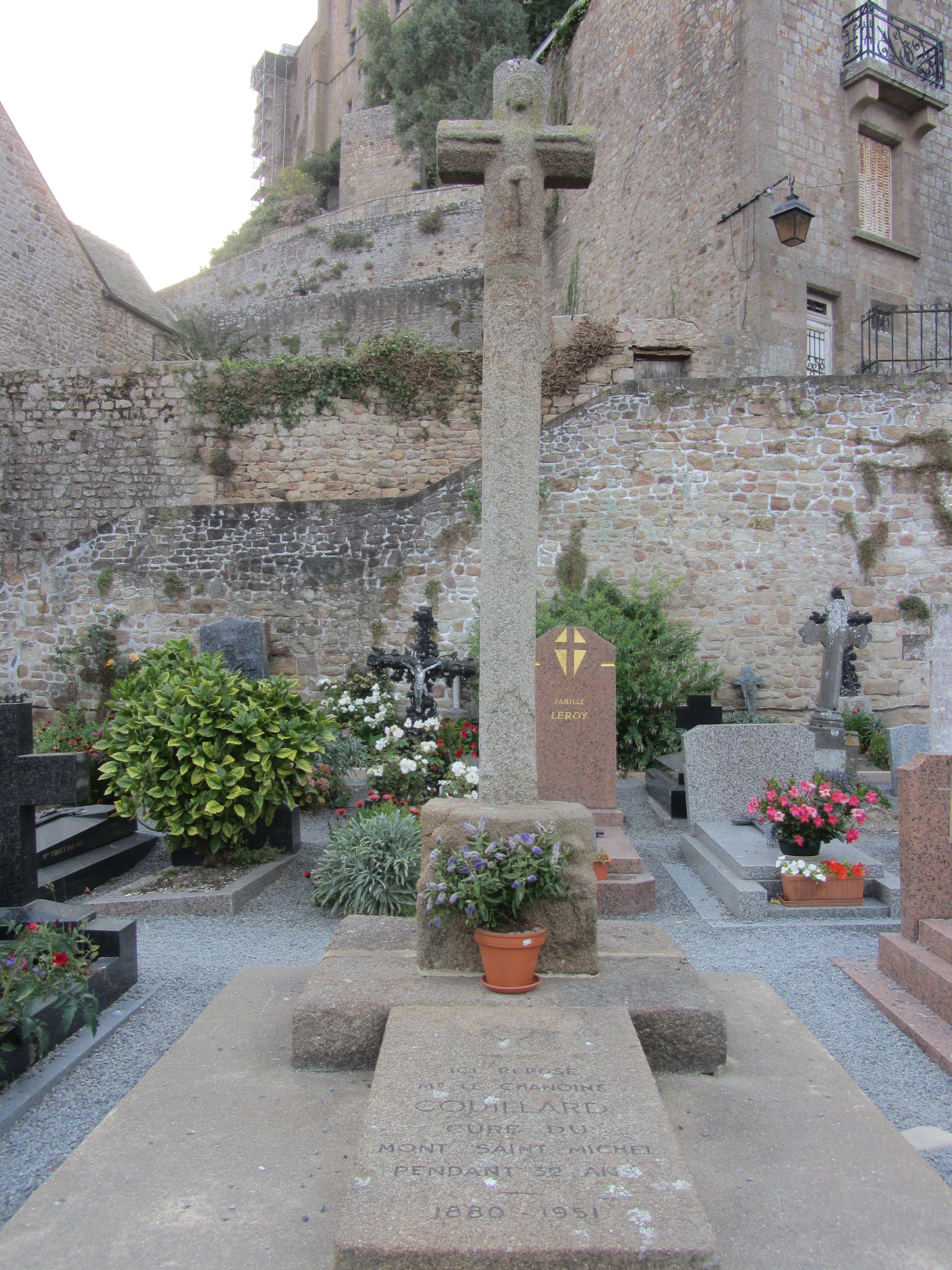
Croix en granite du XVIe siècle.